# Корецкий, Владимир Иванович
Влади́мир Ива́нович Коре́цкий (21 января 1932, Москва — 12 сентября 2016, там же) — советский и российский актёр, заслуженный артист РСФСР.

## Биография
В 1959 году окончил Театральное училище имени Щукина (курс Л. М. Шихматова). Два года работал в Московском театре миниатюр.
В 1961 году был принят в труппу театра «Ленком».
В последние годы Владимир Иванович Корецкий болел, из-за этого не играл на сцене и не снимался. 
Похоронен на Быковском мемориальном кладбище в г. Жуковском.

## Награды
- Заслуженный артист РСФСР (24 декабря 1973).

## Работы в театре
- «Наташкин мост» — Миша
- «Центр нападения умрёт на заре» — Дон Марио
- «Лучше останься мёртвым» — человек
- «Вам 22, старики» — Тим Кубасов
- «До свидания, мальчики» — жестянщик
- «В день свадьбы» — Михаил, Василий
- «104 страницы про любовь» — Евдокимов
- «Семья» — Егор
- «Снимается кино» — Трофимов
- «Судебная хроника» — Сарычев
- «Мольер» — Бутон
- «Суджанские мадонны» — Жан
- «Круглый стол с острыми углами» — сотрудник иностранной разведки
- «Вера, надежда, любовь» — Шеремет
- «Прощай, оружие» — Генри
- «Золотой ключик» — Папа Карло
- «В этом милом, старом доме» — Эраст Петрович
- «Колонисты» — Халабуда
- «Лисички» — Гораций Гидденс
- «Автоград XXI» — первый мыслитель
- «Тиль» — Ризенкрафт, инквизитор
- «Трубадур и его друзья» — сыщик
- «В списках не значился» — немец
- «Иванов» — Львов
- «Ясновидящий» — Фюрер
- «Гамлет» (Тарковский) — Горацио
- «Вор» — вор
- «Революционный этюд» — Обух
- «Сержант, мой выстрел первый» — Липягин
- «Чинарский манифест» — Евтихи
- «Дорогая Памела» — врач
- «Оптимистическая трагедия» — офицер
- «Диктатура совести»
- «Поминальная молитва» — ребе
- «Ромул Великий» — Одоакр
- «Королевские игры» — Вулси, кардинал

## Работы в кино
- 1958 — Наш корреспондент
- 1959 — Сверстницы — Глеб
- 1961 — За двумя зайцами — актёр, играющий в немом фильме
- 1963 — Два воскресенья — Володя Собольков
- 1963 — Короткие истории — клиент парикмахерской
- 1965 — Алёшкина охота — отец Алёшки
- 1966 — Самый, самый, самый, самый (мультфильм) — Мбла, древний дух (озвучивание)
- 1968 — Поиск — Северин
- 1968 — Первое дело доктора Уотсона (фильм-спектакль) — доктор Уотсон
- 1969 — Вчера, сегодня и всегда — покупатель в магазине тканей
- 1969 — Эхо далёких снегов
- 1970 — Посланники вечности — Александр Керенский
- 1973 — Детство. Отрочество. Юность
- 1974 — В восемнадцать мальчишеских лет — комполка
- 1974 — Выбор цели — Гуляев
- 1976 — Она родилась в сорочке — сосед
- 1976 — Приключения Нуки
- 1976 — Судьба барабанщика — Щербачов
- 1976 — Муха-Цокотуха (мультфильм) — Текст от автора (озвучивание)
- 1977 — Корень жизни — председатель колхоза
- 1977 — Лунев сегодня и завтра - Безруков
- 1978 — Исчезновение — винодел Дзюба
- 1980 — Каникулы Кроша — Владимир Николаевич Лесников (Веэ́н)
- 1980 — Альманах сатиры и юмора
- 1980 — Этот фантастический мир Вып. 3
- 1981 — Тропинины — Новиков
- 1981 — Гренада
- 1983 — Признать виновным — Александр Петрович
- 1983 — Юнона и Авось
- 1988 — Диктатура совести
- 1993 — Поминальная молитва — Ребе